# Lindsaea rigidiuscula
Lindsaea rigidiuscula là một loài thực vật có mạch trong họ Dennstaedtiaceae. Loài này được Lindm. miêu tả khoa học đầu tiên năm 1904.